# Convento di San Bernardo
Il convento di San Bernardo si trova a Montepulciano, in provincia di Siena e diocesi di Montepulciano-Chiusi-Pienza.

## Architettura
Eretta nella seconda metà del Cinquecento, fu sostituita da nuova chiesa progettata agli inizi del Settecento da Andrea Pozzo.
La facciata ad intonaco è corredata da un portale tardocinquecentesco in travertino con cornici modanate e timpano triangolare. L'interno, a pianta centrale ellittica, è decorato da stucchi barocchi. Le numerose colonne dal capitello composito accentuano il dinamismo espresso dalla pianta. L'altare maggiore è arricchito da due semicolonne dipinte a finto marmo rosa; al centro è inserita una terracotta con l'Adorazione della Vergine della bottega di Andrea della Robbia (1480-1490). Al centro della conca absidale, altorilievo con il Padre Eterno. Sull'altare sinistro è inserito in una teca vitrea un settecentesco  crocifisso ligneo.
Vi crebbe per qualche anno Maria Luisa Cicci.